# Shanglin Shuiku
Shanglin Shuiku (kinesiska: 上林水库) är en reservoar i Kina. Den ligger i provinsen Fujian, i den sydöstra delen av landet, omkring 230 kilometer sydväst om provinshuvudstaden Fuzhou. Shanglin Shuiku ligger 807 meter över havet. I omgivningarna runt Shanglin Shuiku växer i huvudsak blandskog.
Genomsnittlig årsnederbörd är 1 949 millimeter. Den regnigaste månaden är maj, med i genomsnitt 365 mm nederbörd, och den torraste är oktober, med 31 mm nederbörd.